# Ahmad ibn Ibrihim al-Ghazi
Ahmad ibn Ibrihim al-Ghazi; Ahmed Grañ (ur. ok. 1506, zm. 1543) – przywódca muzułmański, podjął nieudaną próbę poddania Etiopii władzy muzułmanów.

## Życiorys
Urodził się na terenie Somalii, swój przydomek Grañ ("Mańkut") zawdzięczał leworęczności. Przyłączył się do stronnictwa al-Dżarad Abuna, przeciwnego pokojowej polityce w stosunku do chrześcijańskiej Etiopii. Po śmierci Abuna stanął na jego czele. Ogłosił się imamem i wystąpił zbrojnie przeciwko sułtanowi Abu Bakrowi Muhammadowi, którego następnie kazał zamordować. Po objęciu władzy odmówił dalszego płacenia trybutu Etiopii i rozpoczął z nią wojnę. Około roku 1527 jego armia pokonała wojska etiopskiego gubernatora Bali. Dwa lata później ponownie pokonał Etiopczyków i zajął miasto Szembera. W 1531 roku opanował Szoa. W ciągu sześciu lat krwawych walk wojska Ahmeda zdobyły kontrolę nad większa częścią terytorium Etiopii. Jego wojska siały terror wśród tamtejszej ludności, puszczały z dymem kościoły i klasztory, a mieszkańców podbitych terenów zmuszano do przejścia na islam lub mordowano. W tej sytuacji cesarz Etiopii zwrócił się o pomoc do Portugalii. Pomocy Ahmedowi udzieliła z kolei Turcja. Dzięki tureckim muszkieterom Ahmed rozgromił wojska portugalskie. Jednak po tym sukcesie, z niejasnych przyczyn odesłał oddziały tureckie do domu. Nowy cesarz Etiopii, Klaudiusz, zdecydował wówczas podjąć jeszcze jedną próbę powstrzymania Ahmeda. Siły etiopskie wsparte przez niedobitki portugalskiego korpusu ekspedycyjnego w 1543 roku zastąpiły Ahmedowi drogę pod Zanterą. Doszło do bitwy w której Ahmed poniósł śmierć. Pozbawiona dowództwa muzułmańska armia została szybko wyparta z Etiopii, a groźba muzułmańskiego podboju tego kraju odsunięta.